# Mus oubanguii
Mus oubanguii és una espècie de mamífer rosegador de la família dels múrids. És endèmic de la República Centreafricana. El seu hàbitat natural són les selves de sabana. Es desconeix si hi ha cap amenaça significativa per a la supervivència d'aquesta espècie. El seu nom específic, oubanguii, significa ‘de l'Ubangui’ en llatí.